# Бжозов
Бжо̀зов или Бжо̀зув (на полски: Brzozów) е град в Югоизточна Полша, Подкарпатско войводство. Административен център е на Бжозовски окръг, както и на градско-селската Бжозовска община. Заема площ от 11,46 км2.

## Население
Според данни от полската Централна статистическа служба, към 1 януари 2014 г. населението на града възлиза на 7 550 души. Гъстотата е 659 души/км2.